# Hérakleitos
Hérakleitos z Efesu (starořecky  Ἡράκλειτος ὁ Ἐφέσιος; cca 540–480 př. n. l.) byl řecký předsókratovský filosof (respektive myslitel, který byl později – v době, kdy už filosofická tradice existovala – zpětně označen za filosofa), rodák z Efesu, města na západním pobřeží Malé Asie, kde se dnes rozkládá Turecko. O jeho životě a osobnosti je známo jen velmi málo a velká část informací je pravděpodobně smyšlená. Kvůli osamělému životu, který vedl, a zejména pro nejasný smysl jeho zachovaných filosofických zlomků a opovržlivé poznámky o lidech je již od starověku nazýván „Temný“ či „Plačící filosof“.
Z Hérakleitova učení je pro moderního člověka největší inspirací učení o změně jako podstatném rysu vesmíru („Nevstoupíš dvakrát do téže řeky“), učení o logu, nejčastěji vykládaném jako rozum řídící svět, a přesvědčení o významu, jednotě a síle protikladů („Cesta nahoru-dolů, jedna a táž“, „Nemoc činí zdraví příjemným a dobrým, hlad nasycení, námaha odpočinek.“).

## Život
Existují dva referáty, které mohou sloužit jako zdroje informací o Hérakleitově životě. První pochází od Díogena Laertia, životopisce ze 3. století n. l., jehož Díogenafie (to znamená soubor názorů a údajů k určité věci) Životy, názory a výroky proslulých filosofů, která podává informace o ohromném množství myslitelů a která je naštěstí celá zachovaná a běžně dostupná, zahrnuje i kapitolu o Hérakleitovi. Tato kapitola je v číslování Hérakleitových „nepřímých“ (tedy těch o něm, nikoliv citátů z něj) zlomků rozdělena na 17 částí, A 1,1 až A 1,17. Díogenés čerpal různé informace o Hérakleitovi (i dalších filosofech) z mnohem dřívějších Apollodórových Kronik, které se nám nedochovaly. Druhý, o poznání kratší a zmatenější, ale i přesto zajímavý referát s životopisnými prvky sepsal Suidás ve svém Lexiconu. Ten je při číslování rozdělován na Hérakleitovy „nepřímé“ zlomky A 1a/1 a A 1a/2.
O spolehlivosti údajů v obou referátech je možno míti oprávněné pochyby. Například jeden z překladatelů a vykladačů Hérakleita, Angličan Ch. Kahn, říká o Díogenově referátu, že jde o „helénistické anekdoty, které si Díogenés zřejmě většinou vymyslel z narážek v dochovaných zlomcích.“ Zdeněk Kratochvíl uvádí ve své knize Délský potápěč k Hérakleitově řeči tento názor na pravou míru; prohlašuje, že Díogenés si sice mnoho údajů vymyslel, či opsal jiné smyšlené údaje, obojí vycházející z anekdotické interpretace Hérakleitova díla, ale přesto lze z jeho referátu vyzískat několik údajů, kterou jsou pravděpodobně spolehlivé. Suidás, který sepsal Lexicon v 10. století n. l., pak čerpal pravděpodobně hlavně z něj a se spolehlivostí jeho údajů se to zjevně má stejně.

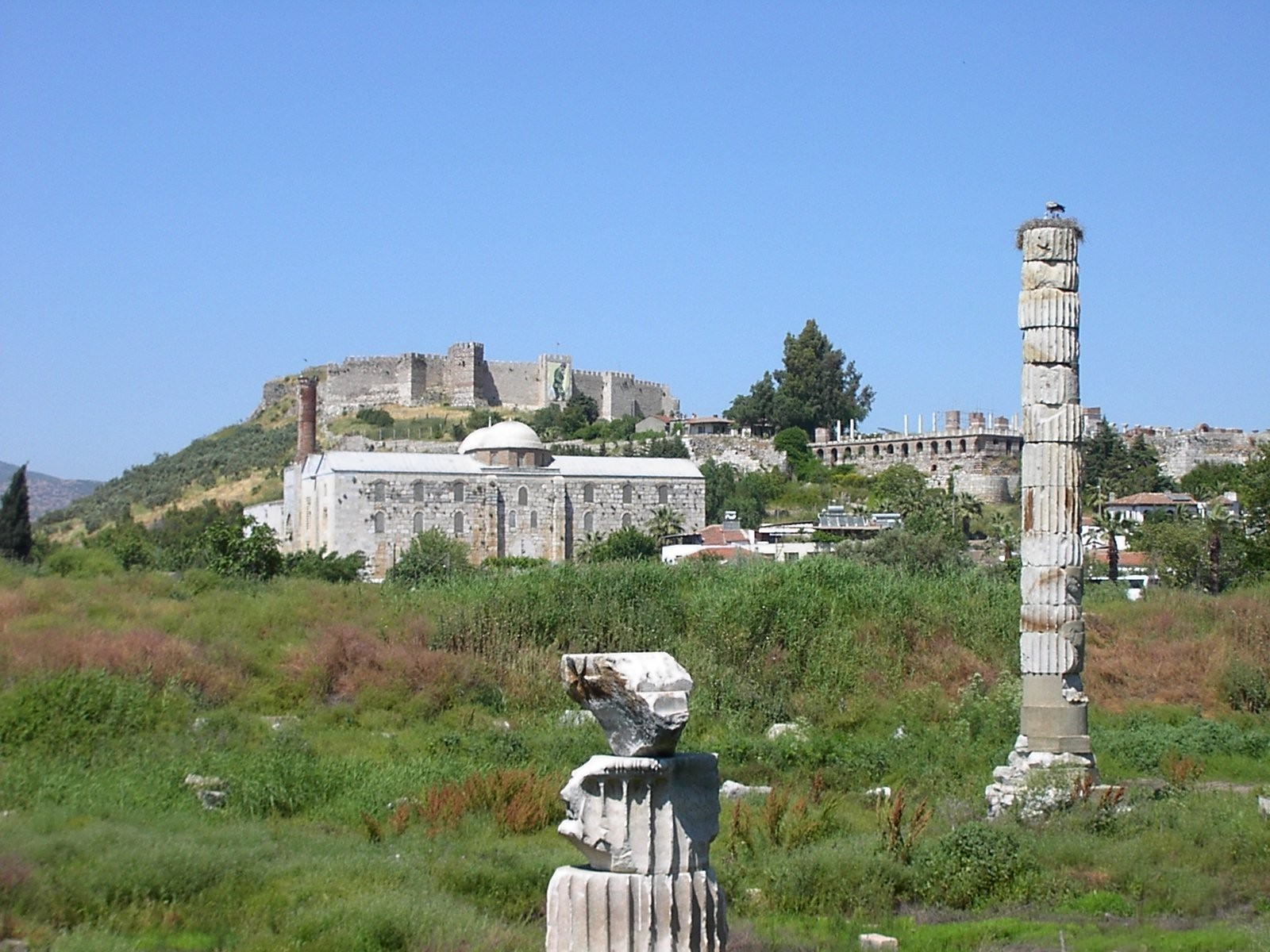
Artemidin chrám v Efesu, kde Hérakleitos podle všeho dlouho pobýval

Data Hérakleitova narození (cca 540 př. n. l.) a úmrtí (cca 480 př. n. l.) jsou založena na Díogénově údaji, že zemřel v šedesáti letech života, a že byl v mužném věku („akmé“, tj. přibližně 40 let, kdy člověk podle Řeků dosahuje úplné fyzické a duševní zralosti) za 69. olympiády, to jest v letech 504 až 501 př. n. l. Suidás zaznamenává totožný údaj a dodává, že to bylo „za vlády Dáreia, syna Hystaspova“, což je správně. Ve knize Hérakleitos však F. Ch. Kessidi uvádí, že předpoklad, že zemřel o několik let později, tedy asi roku 475 př. n. l., je „poměrně přesvědčivý“.

### Mládí
Hérakleitos pocházel z královské rodiny v Efesu, který leží na západním pobřeží dnešního Turecka, a byl tedy vysokým aristokratem. Je několik verzí jména jeho otce; Díogenés (3. století n. l.) píše „Hérakleitos z Efesu byl syn Blosónův – nebo podle některých Hérakontův.“, Aetios (okolo 100 n. l.) v „nepřímém“ zlomku na Hippasa zase „…a Hérakleitos z Efesu, syn Blosónův, říkají…“, Suidás (10. století n. l.) pak „Hérakleitos, syn Blosónův nebo Bauberův, podle některých pak Hérakinův:“ a konečně Kleméns Alexandrijský (konec 2. století n. l.) „Hérakleitos, syn Blysónův, přesvědčil…“. Máme zde tedy jména Blosón (3×), Blysón, Bauber – což jsou pravděpodobně všechno přepisy jednoho jména, což bude asi Blosón – Hérakont a Hérakin – to je asi opět jedno jméno. Možné vysvětlení dvou rozdílných verzí jména je, že Hérakont/Hérakin bylo jméno Hérakleitova děda.
Díogenés říká, že Hérakleitos „Již od dětství vzbuzoval podiv; už jako mladík říkal, že nic neví, ale když dospěl, tvrdil, že všechno poznal. Nebyl žákem nikoho, nýbrž prohlašoval, že vyhledal sám sebe („Prohledal jsem sebe sama.“)) a naučil se všemu sám od sebe.“. Taková tvrzení nalézají podporu i v Hérakleitových přímých zlomcích – kromě „Prohledal jsem sebe sama.“ je lze uvést do souvislosti s jeho výrokem, že „Čeho se týká vidění, slyšení, učení, to já nadevše ctím.“. Díogenés však pokračuje: „Sótion však tvrdí, že podle zpráv některých byl posluchačem Xenofanovým…“ Totéž uvádí i Suidás: „Někteří tvrdí, že poslouchal Xenofana a pýthagorejce Hippasa.“ Nicméně, jak říká John Burnet ve své knize Early Greek Philosophy (Raná řecká filosofie), „…Xenofanés opustil Iónii dříve, než se Hérakleitos narodil“, a Hérakleitos sám na Xenofana útočí zlomkem „Mnohoučenost rozumu nenaučí: jinak by byla naučila Hésioda i Pýthagoru a dále Xenofana a Heketaia.“. U „pýthagorejce Hippasa“ je učednictví pravděpodobnější, a to kvůli skutečnosti, že je možné nalézt silné paralely mezi jeho a Hérakleitovou filosofií, a to hlavně co se ohně týče, ale nejen jeho. I tak ale Hérakleitos nemusel Hippase nutně v mládí „poslouchat“, aby mohl využít jeho myšlenky, a navíc by bylo jeho učednictví v rozporu s již citovanými zlomky.

### Politické působení
Strabón podává příhodné vysvětlení královského titulu a postavení rodu, ze kterého Hérakleitos pocházel: „(Ferekýdés Athénský) říká, že tažení Iónů, které probíhalo později než aiolská kolonizace, vedl Androklos, zákonitý syn athénského krále Kodra. Stal se tak zakladatelem Efesu. Proto tam prý byla ustanovena královská hodnost Iónie, a ještě nyní se ti, kdo jsou z tohoto rodu, nazývají králi a náleží jim jisté pocty: Přední místo při závodech, purpurový šat jako znak královského rodu, hůl namísto žezla a vedení posvátných obřadů Démétry Eleusinské.“ Významná otázka související s Hérakleitovým životem je, jaké postavení jako příslušník ionského královského rodu měl; byl to pouze titul krále-obětníka, nebo i určitá výkonná moc? Tu měli basileové, tedy Andorklovi potomci, v Efesu v době po jeho založení v 11. století př. n. l.; již kolem roku 560 př. n. l. byl však Efesos pod navládou Kroise, krále sousední Lýdie. Závislost na něm se zatím omezovala na platbu daní. Roku 547 př. n. l. (to znamená asi sedm let před Hérakleitovým narozením, jestliže dáme za pravdu Díogenovým údajům) však Efesos (stejně jako jiná maloasijská města) dobyl perský král Kýros II. a učinil jej součástí perské říše. Vládnoucí rod basileů byl násilně svržen a vládu převzali perští satrapové (tyrani) Athénagoras a Kómas – později vládli například Pindaros nebo Pýthagorás. Původní aristokracie, a s ní i Hérakleitos, si však i přesto uchovala jistý politický vliv, hlavně proto, že (jak je psáno v knize Herakleitos z Efezu od slovenského autora Júlia Špaňára) v Efesu „…i za perské nadvlády probíhaly neúprosné politické boje.“; lid stále bojoval za nezávislost na Peršanech a také za demokracii, a původní aristokraté hráli v tomto boji významnou roli.
Předpokládejme tedy, že Hérakleitos byl jakožto příslušník královského politicky (a kulturně) významnou osobou, a věnujme se nyní jeho politickým názorům a aktivitě. Július Špaňár uvádí, že „Nelze pochybovat o tom, že se Hérakleitos plně účastnil politického života v Efesu…“; dáme-li mu za pravdu, je nutno zjistit, na jaké straně stál. Je pravděpodobné, že byl zaměřen proti Peršanům, a společně s dalšími původními aristokraty a masami lidu oponoval skupině obchodníků, kteří zastávali perskou nadvládu, neboť jim obchodní styky s Perskou říší přinášely zisk. Například zlomek „Bozi i lidé ctí zabité Areem (tedy v boji – Ares je řecký bůh války)“ mluví v duchu iónského boje proti Peršanům a Themistios píše, že když byl Efesos v perském obležení (není však řečeno, při jaké příležitosti), Hérakleitos využil symbolické cesty, aby svým spoluobčanům naznačil, že se mají začít uskrovňovat, jelikož jim brzy dojdou zásoby – Efesané totiž i přesto, že nepřítel tábořil před branami, hodovali jako obvykle. Poté, co Efesané vyslechli jeho radu, Peršané odtáhli.
Jestliže však Hérakleitos aktivně hájil jisté politické názory, je zvláštní, že, jak uvádí Díogenés Laertios, „podstoupil hodnost krále (tu, o které Strabón říká, že mu zaručovala „jisté pocty“) svému bratrovi“, čímž se vzdal určitých výhod. F. Ch. Kessidi v knize Hérakleitos píše, že ať už bylo Hérakleitovo rozhodnutí ovlivněno čímkoliv, rozhodně ne přáním ovlivňovat politiku z méně výhodné pozice. Díogenés Laertios se domnívá, že to bylo z velkomyslnosti, o skutečném důvodu se můžeme jen dohadovat. Možné je i to, že Hérakleitos svůj titul bratrovi přenechal později, když už se do politického dění nezapojoval, například ke sklonku života.
Mluvme nyní dále o jeho politické opozici perské nadvládě; podle Kleménta Alexandrijského se tyran, který vládl za Hérakleitova života, jmenoval Melankomas, a myslitel ho prý přesvědčil, aby se vzdal moci. F. Ch. Kessidi ale uvádí, že „Badatelé tomuto sdělení obvykle nedůvěřují, zejména proto, že pochybují o existenci tyrana Melankoma…“. Ačkoliv pravdou je, že jedinou zmínku o něm nalézáme právě zde, pokud je tvrzení pravdivé, dosvědčovalo by, že nechtěl v Efesu perskou tyranii. Badatel S. N. Murajev tvrdí, že jestliže Hérakleitos Melankoma přesvědčil k rezignaci, pak proto, že toho chtěl v Efesu nastolit tyranickou vládu svého druha (slovo „druh“ uvádí Díogenés; může znamenat přítele, přívržence stejných názorů, vrstevníka, se kterým společně vyrůstali, příslušníka stejného politického seskupení nebo třeba milence) Hermodóra. Tím se dostáváme k další stránce jeho politického postavení; přestože se zdá, že společně s lidem a zástupci staré aristokracie stál proti perské nadvládě, rozhodně neusiloval o demokracii. Jak totiž už bylo řečeno, Efesané se nejen chtěli osvobodit ze závislosti na Persii, ale chtěli i demokratickou ústavu, která v té době již byla v jiných řeckých městech. Hérakleitos byl ale zapřisáhlý odpůrce davu, o čemž bude řeč v sekci „Učení; Kritika lidí“, a přestože oponoval perským satrapům, tyranii jako takové zdaleka ne (Zdeněk Kratochvíl, autor knihy Délský potápěč k Hérakleitově řeči se domnívá, že „jedním“ ve zlomku „Zákon – také důvěřovat úradku jednoho.“ je myšlen člověk – což může být tyran). Naopak, demokracii oponoval a Kessidi uvádí, že se někteří vědci domnívají, že se dokonce své hodnosti krále vzdal poté, co byla později v Efesu zavedena demokracie, na protest proti tomu.
Jestliže stmelíme, co píší Špaňár a Kessidi, lze nastínit Hérakleitovy politické plány takto: Chtěl zbavit Efesos perské nadvlády (proto podporoval lid v boji proti Peršanům, jak dokládá zlomek tvrdící, že „Bozi i lidé ctí zabité Areem“) a dosadit na trůn „svého“ člověka (= Hermodóra), se kterým pak chtěl vytvořit novou ústavu (k čemuž se váže zlomek „Je třeba, aby lid bojoval o zákon, který se rodí, jako o hradbu.“; považoval zákony za významné, ale chtěl svoje vlastní). Aby toho dosáhl, přesvědčil tyrana Melankoma, aby se vzdal moci a podnikl energické kroky k tomu, aby na jeho místo dostal Hermodóra. Nyní se ale dostáváme k další významné události: Jeho plán zkrachoval a rozhořčení Efesané, kteří snad prohlédli Hérakleitovy osobní záměry, vyhnali jeho chráněnce Hermodóra z města (což uvádí Díogenés, spolu s tím, že Hérakleitos píše: „Dospělí Efesané si zaslouží, aby byli všichni usmrceni a zanechali město nedospělým, neboť Hermodóra, muže z nich nejprospěšnějšího, vyhnali se slovy: Nikdo ať není nejprospěšnější z nás, a pokud někdo takový je, ať jinde a u jiných.“) Okolnosti Hermodórova vyhnání ale mohly být docela jiné a nemusely mít s politickou aktivitou jeho a Hérakleita co dělat; Zdeněk Kratochvíl uvádí hned dvě příležitosti, při kterých mohlo vyhnání proběhnout. První je rok 498 př. n. l., kdy iónská města povstala proti perské nadvládě, čehož se ale Efesos nezúčastnil (čímž si mimochodem vyzískal perskou důvěru), a druhá rok 494 př. n. l., kdy vyhnal perský vojevůdce Mardonis tyrany z Iónie a zavedl demokracii. Co se Hermodórových dalších osudů týče, Kleméns Alexandrijský uvádí, že „podle všeho sepsal Římanům některé zákony.“. Jak říká Zdeněk Kratochvíl, teorie, že by měl Hermodóros úspěch v Římě, sice nezní moc pravděpodobně, dokládá ji ale nezávislý citát ze Strabóna („V senátu stála socha Hermodóra z Efesu, který byl interpretem zákonů decemvirů. Socha byla zřízena na veřejné náklady.“), takže se lze oprávněně domnívat, že tomu tak doopravdy bylo, přestože nám stále nehraje čas; úřad decemvirů je doložen až ve druhé polovině pátého století př. n. l., tedy o více než třicet let později, než Hérakleitos (nejspíše) zemřel, což by znamenalo, že Hermodóros by musel být „buď aspoň o generaci mladší než Hérakleitos, nebo velice dlouhověký“.

### V azylu Artemísia
Věnujme se nyní dále Hérakleitovi. Podle Díogena se stáhnul do azylu Artemidina chrámu v Efesu, zvaného Artemísion (což byl jeden z největších chrámů v 6. století př. n. l. a jeden ze sedmi divů antického světa). Tak jako nevíme, proč byl Hermodóros vyhnán, neznáme ani důvod tohoto Hérakleitova rozhodnutí. Je však možné, že obě události měly stejnou příčinu, nebo spolu alespoň souvisely; například Špaňár a Kessidi se domnívají, že se Hérakleitos stáhl do azylu poté, co byl jeho druh vyhnán, jelikož jeho politické plány se zhroutily, nebo aby jej nepotkal podobný osud. V Artemísiu měl navíc vše zajištěné, jelikož měl jako potomek efesského královského rodu pravděpodobně určitý význam v kněžské společnosti Artemidina kultu. Jistě zde měl také dostatek času k sepsání své jediné knihy, ta však mohla být sepsána i kdykoliv jindy, nebo průběhem delšího časového období; máme zde také Díogenův údaj, že jí do svatyně věnoval, ) Zajímavý je i Díogenův údaj, že „Démétrios však praví v Soujmenovcích, že pohrdnul i Athéňany, ačkoli byl u nich ve svrchované vážnosti, a spíše se rozhodl pro domovinu, přestože ho Efesané tupili.“; Kratochvíl jej vysvětluje tak, že byl Hérakleitos do Athén pozván, jelikož si jej zde vážili pro jeho filosofii, ale raději se hrdě rozhodnul zůstat v Efesu, i když jediná možnost, jak to udělat, byl ústup do azylu, jelikož byl nějakou vrstvou obyvatel pronásledován.
Díogenes také uvádí, že jej Efesané žádali, aby jim dal zákony, ale on odmítl proto, že „obec již byla opanována špatnou ústavou“ (i když z Díogenova spisu nelze vyčíst, kdy se toto odmítnutí odehrálo – nemuselo to nutně být v azylu Artemidina chrámu). Je možné, že touto „špatnou ústavou“ se myslí ústava demokratická, která byla zavedena po ustanovení demokracie Mardonem; Hérakleitos snad považoval zákonodárství za významné jen potud, pokud vládl tyran, a když byl Hermodóros za horami a v Efesu byla vláda lidu, neměl v nejmenším úmyslu systému napomáhat.
Jak Hérakleitos dožil a zemřel, nevíme – k dispozici jsou pouze anekdoty u různých autorů, kterým se budeme věnovat níže, na těch však velice pravděpodobně není ani zrnko pravdy. Jediná verze smrti, která se zdá být (dle mínění Zdeňka Kratochvíla) možnou, je, že zemřel na nějakou nemoc – což je skoro jako žádná verze. Vlastně nevíme mnoho ani o posloupnosti těch událostí v jeho životě, o kterých se domníváme, že jsou pravdivé. Kratochvíl považuje za poměrně přitažlivou verzi časové posloupnosti tuto: V mládí Hérakleitos přenechal svůj královský titul bratrovi, později odešel do azylu (což mohlo mít nějakou souvislost s vyhnáním Hermodóra) a složitý spis sepsal spíše ke sklonku života. Sám však zdůrazňuje, že pořadí mohlo být zaprvé úplně jiné, a za druhé není jisté, v jakém časovém rozpětí se tyto události odehrály – mohly jít v rychlém sledu, nebo mezi nimi třeba uběhlo několik desetiletí.

## Anekdoty
Nyní jsme se věnovali těm údajům a teoriím o Hérakleitově životě, o kterých snad můžeme říct, že o něm doopravdy vypovídají – tj. je šance, že jsou pravdivé. Nyní se budeme věnovat rozboru těch údajů, u kterých je silně pravděpodobné, že jsou smyšlené, a hlavně tomu, na jakém základě je jejich autoři vymysleli. V drtivé většině případů jde o smyšlenky, které (často až zlomyslně) referují k některé části Hérakleitova díla.

### Bohové u pece
Aristotelés zapsal vyprávění o cizincích, kteří přišli Hérakleita navštívit (Kratochvíl se domnívá, že v době, kdy pobýval v Artemisiu) a zůstali stát ve dveřích, když ho viděli, jak se hřeje u pece. Hérakleitos je pozval dál a řekl jim, že mají přistoupit; vždyť i na tomto místě jsou bohové. Podle Kratochvíla chtěl Aristotelés naznačit, že zkoumání přírodozpytce, kterým byl, se nemá zastavit před ničím, jelikož každé místo je vlastně správné – „jsou na něm bohové“ – a mohl referovat například k Hérakleitovu zlomku „Bohu je všechno krásné, dobré a řádné…“.

### Hra v kostky
Díogenés uvádí, že poté, co nalezl azyl v Artemidině svatyni, „hrál s dětmi v kostky; když ho pak Efesané obstoupili, vzkřikl na ně: ‚Co se divíte, ničemové? Což není lepší dělat toto, než s vámi spravovat obec?‘“ Zdeněk Kratochvíl to chápe jako možnou projekci zlomku „Život je dítě, které si hraje, hraje s kostkami: království náleží dítěti.“ a referenci k Hérakleitovu opovržení vůči Efesanům, vyjádřené například ve zlomku, ve kterém říká, že si pro vyhnání Hermodóra zaslouží být usmrceni a přenechat město nedospělým, kde se zároveň vyskytuje i motiv dětské hry jako vhodnější činnosti než správy města („přenechat nedospělým“). Také říká, že Díogenés anekdotu dokresluje tvrzením, že „Když se ho ptali, proč mlčí, odpověděl prý: ‚Abyste vy mohli tlachat.‘“, což je vlastně další anekdota. Navíc se ukazuje jistá souvislost ze zlomkem „Hérakleitos pokládal lidská mínění za dětské hračky“, a to jak co se kritiky lidí týče, tak i v ohledu na dětskou hru v kostky.

### Anekdoty o nemoci a smrti
Díogenés Laertios zachovává tento příběh o Hérakleitově smrti: „Nakonec se vystěhoval, zprotiviv si lidi, a žil osaměle v horách, živě se travou a bylinami. Když ovšem z toho dostal vodnatelnost, vrátil se do města a záhadně vyzvídal na lékařích, mohli-li by udělat ze záplavy sucho. Protože ho nechápali, zahrabal se ve stáji do kravského hnoje, doufaje, že se teplem hnoje voda z něho vypaří. Když však ani takto ničeho nedosáhl, skonal ve věku 60 let.“ O kousek níže na vysvětlenou dodává: „Hermippos však tvrdí, že se ptal lékařů, může-li mu někdo z nich tlakem na vnitřnosti vyčerpat vodu. A když řekli, že ne, položil se na výsluní a poručil chlapcům, aby ho přikryli hnojem. Takto prý druhého dne skonal a byl pohřben na agoře.“ Stejnou verzi příběhu nalézáme i u Marca Aurelia, který píše, že „Hérakleitos, který tolik filosofoval o vzplanutí světa, byl postižen nahromaděním vody ve vnitřnostech a zemřel natřený hnojem.“.
Díogenés dále pokračuje: „Neanthés z Kyziku však tvrdí, že když se nemohl vyprostit z hnoje, zůstal ležet; a byv pro tuto změnu nepoznán, stal se potravou psů.“ To je druhá verze, kterou zapisuje i Suidás: „Když (Hérakleitos) onemocněl vodnatelností, nevydal se lékařům, kteří o něj chtěli pečovat, ale sám se celý natřel hnojem a nechal se na slunci sušit. Když tak ležel, přišli psi a roztrhali ho.“ Díogenés pak uvádí ještě verzi třetí, když píše, že „Sótion však tvrdí, … a že Aristón uvádí ve spise O Hekataiovi, že byl vyléčen z vodnatelnosti a zemřel na jinou nemoc. Toto pak tvrdí taky Hippobotos.“ To je ta již řečená jediná verze jeho smrti, která zní poměrně realisticky. Podle Kratochvíla jsou ostatní očividně anekdoty, jelikož lze dohledat jejich satirické odkazy na Hérakleitovo učení, a to se týká i poslední, čtvrté verze myslitelovy smrti, kterou opět podává Suidás: „Jiní zase říkají, že zemřel zasypaný pískem.“
Pokusme se nyní o jednoduchý rozbor anekdot jako referencí k Hérakleitově filosofii na základě toho, co říkají Kessidi a Kratochvíl:
- To, že se odstěhoval od lidí a raději žil sám v horách, referuje k množství jeho zlomků kritizujících lidi a hlavně jeho vlastní spoluobčany.[1]
- Jeho zvířecký způsob života a pojídání trávy ironicky referuje k jeho zlomku „…běžní lidé však jsou nasyceni jako dobytek.“[16]
- Nemoc Hérakleitovi vlastně patří, jelikož se ve zlomku „Nemoc činí zdraví příjemným a dobrým…“[52] vyslovil o její místo v životě.[1]
- To, že mu lékaři nebyli schopni pomoci (Díogenés) či že jejich pomoc odmítl (Suidás) referuje ke zlomku „Ačkoliv lékaři nemocné řežou, pálí a všemožně ošklivě mučí, přesto si stěžují, že od nich nedostávají nijak přiměřenou mzdu…“[53].[1][16]
- Jeho pokus o vypaření vody vedrem referuje k jeho učení o vypařování,[16] zachyceném třeba Aetiem ve zlomku „Hérakleitos říká, že duše světa je výpar z vlhkostí v něm.“[54] nebo samotným Hérakleitem: „…duše se však z té vlhkosti vypařují.“[55] Vždyť si dokonce myslel, že „Slunce se živí vlhkostí.“[56], jak dokládá Aristotelés.[1]
- Když se snažil takto zoufale vyléčit, měl, jak stojí v jednom jeho zlomku, „naději v beznadějné“[57].[1] Ta se ale nenaplnila a myslitel i přes léčbu zemřel, což je ironická reference k jeho učení o životadárnosti slunce (zlomek „Tak životní teplo vycházející ze slunce dodává všemu, co žije, život.“[58]).[16]
- Psi, kteří ho, nepoznavše jej zahnojeného, roztrhali, přicházejí ze zlomku „Psi štěkají na toho, koho nepoznávají.“[59], což je velmi zřejmé.[1][16]
- V jeho smrti ve hnoji lze nalézt průhlednou narážku na zlomek „Mrtvoly jsou k vyhození spíše než hnůj.“[60].[1][16] Navíc to autoři možná chápali tak, že se zachoval jako prasata ze zlomku „Prasata si libují v bahně spíše než v čisté vodě.“[61] či oslové, kteří „by si vybrali spíše podestýlku než zlato“[62], což je možná pomsta za Hérakleitovu kritiku majetku.[1]
- Co se písku, o kterém mluví Suidás, týče, Kratochvíl nalézá spojitost ze zlomkem „Suchá záře – duše nejmoudřejší a nejlepší.“[63].[1]

## Dílo
Není důvod pochybovat o pravdivosti údaje, že Hérakleitos byl autorem jediné knihy. Kromě Díogena, který píše „Kniha, která se mu připisuje…“, dílo dokládají například Aristotelés a Démétrios Rhétór, a Díogenés dále píše v kapitole své knihy o Sókratovi: „Vypravuje se, že když dal Eurípidés Sokrátovi přečíst Hérakleitův spis…“.
Za takových okolností je třeba ji věnovat pozornost. Díogenés ji charakterizuje takto: „(Hérakleitova kniha) se podle souvislosti nazývá O přirozenosti, dělí se však na tři části, totiž o veškerenstvu, politickou a teologickou.“ Július Špaňár upozorňuje na problém s takovýmto dělením, když píše, že „rozdělení filosofie na jednotlivé části začíná až Aristotelem, u Hérakleita proto ještě nepřichází v úvahu.“ Sám ale tuto nesrovnalost vysvětluje: „(Stoik) Kleanthés (dělil filosofii) až na šest částí…: na dialektiku, rétoriku; etiku, politiku; fyziku a teologii.“ Na ty tři poslední části se podle Díogena dělilo i Hérakleitovo dílo; Kleanthés byl tedy původcem tohoto dělení a podle něj se řídili i další komentátoři, kteří většinou také pocházeli z řad Stoiků. Stejný názor zastává i Kratochvíl.
V Díogenově charakteristice spisu je zmíněn i jeho název, O přirozenosti (nebo v jiném překladu O přírodě), a historik níže pokračuje takto: „Jedni jí uvádějí pod nadpisem Músy, druzí O přirozenosti; Diodotos pak Přesné kormidlo pro cestu životem, jiní Ukazatel povah; Jeden svět obratu všeho pospolu.“ Žádný z těchto spisů však téměř jistě není Hérakleitem daný název; Kessidi píše, že v Hérakleitově době ani nebylo zvykem dávat prozaickým dílům jména, byla většinou nadepsána slovy typu „Ten a ten říká/píše/popisuje/mluví o…“, nebo byl nadpis nahrazen krátkým naznačením tématu. Název Músy je podle něj i Zdeňka Kratochvíla převzat z Platónova spisu Sofistés, ve kterém srovnává „Iónské Músy“, Hérakleita, se „Sicilskými Músami“, Empedokleem. Původ jména O přírodě/O přirozenosti pak pěkně vysvětluje Špaňár, když říká, že tento název byl (nejspíš alexandrijskými knihovníky) připisován dílům těch filosofů, které Aristotelés označil za „fyziky“ či „fyziology“ (tedy to, co bychom dnes nazvali „přírodními filosofy“, jelikož se zabývali původem a fungováním „přírody“ – či „přirozenosti“); též jméno nese například dílo Anaximandra nebo Xenofana. Co se zbývajících dvou týče, Kratochvíl říká, že (podobně jako anekdoty) vznikly na základě reflekce některých jeho myšlenek (například název Kormidlo může referovat k Hérakleitovu tvrzení, že „důmysl řídí všechno skrze vše“, jelikož řecké slovo zde přeložené jako „řídí“ může znamenat i „kormidluje“), Špaňár pak, že takováto „motta“, spíše než názvy, přiřazovali stoičtí nebo kyničtí autoři spisu podle toho, v čem viděli jeho hlavní poselství, u těchto dvou nejspíše v etice.
Níže Díogenés píše, že Hérakleitos svou knihu „věnoval jako dar do svatyně Artemidiny“, kam se uchýlil do azylu. Přestože je, jak říká Zdeněk Kratochvíl, tento způsob „publikace“ zvláštní, jestliže chtěl, aby ke knize měli přístup „jen povolaní, a ne kdekdo z obyčejných lidí, aby se nedala snadno tupit“ (což Díogenés Laertios uvádí jako možný důvod toho, že snad napsal svou knihu údajně úmyslně nejasně), pak bylo uložení knihy do Artemisia vhodným tahem, neboť chrámy byly soukromým osobám přístupné pouze za výjimečných okolností. V každém případě řada filosofů té doby jeho dílo cituje a Kahn, jeden z prvních, kdo Hérakleita důkladně prozkoumali, říká: „Až do doby Plútarchovy a Klementa Alexnadrijského, ne-li ještě déle, byla Hérakleitova knížka k dispozici v původní podobě pro všechny, kdo ji chtěli číst.“ Díogenés pak tvrdí, že „spis měl takovou slávu, že díky němu vznikli i jeho stoupenci, kterým se říkalo hérakleitovci.“ Zároveň ale neopomíná gramatické, stylistické a významové nejasnosti v Hérakleitově spisu, které zmiňují i mnozí jiní starověcí autoři, a kterým se budeme věnovat v sekci „Starověké přídomky“.
Ke stylu je ještě třeba dodat, že nejde o poezii, nýbrž o prózu, v čemž jsou badatelé za jedno. Lze však mít pochybnosti o tom, zda jde o ucelený text, ve kterém na sebe věty významově navazují; je možné, že spis je psán, jak píše Špaňár, „ve formě volných, přitom však umělecky stylizovaných gnóm, aforismů“. Tato forma se v řecké literatuře objevuje, ale podle Špaňára není pravděpodobné, že by Hérakleitos takto napsal svůj spis, jelikož „je možné značnou část Hérakleitových zlomků uspořádat tak, aby byl přechod od myšlenky k myšlence hladký a logický“; tam, kde se vykazuje myšlenková uzavřenost jednotlivých výroků, jde pravděpodobně o básnický, archaický styl, který činí Hérakleitův jazyk originálním a o kterém mluví například Suidás.
Samotná kniha se nám (tak jako u jiných předsókratiků) nedochovala, ale množství autorů, kteří k ní přístup měli, z ní zachovali různé citáty, které shlukuje jako „přímé“ zlomky, a které představují menší polovinu, podle Kratochvílova odhadu asi třetinu, knihy. Autoři, kteří uchovali nejvíce jeho dnes dostupných „přímých“ zlomků, jsou v pořadí od toho s největším počtem: Plútarchos z Chairóneie, Kléméns Alexandrijský, Díogenés Laertios, Hippolyt Římský, Ióannés Stobaios a Aristotelés.

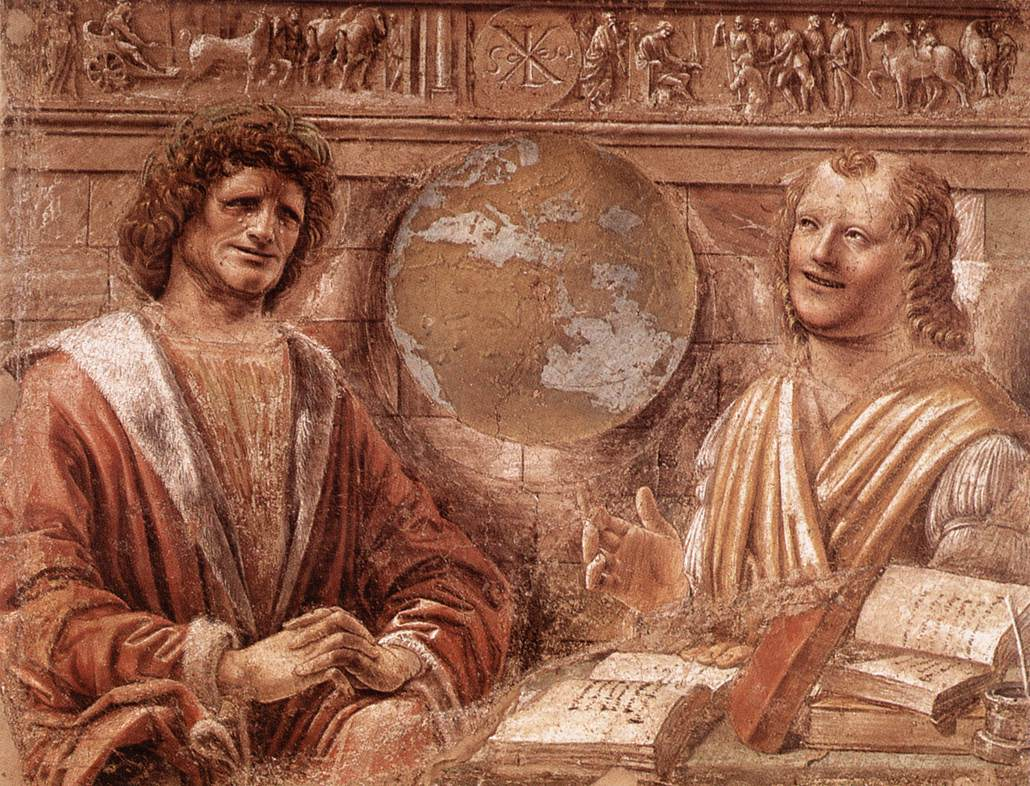
Donato Bramante, Hérakleitos (nalevo) – „Plačící filosof“ a Démokritos (napravo) – „Smějící se filosof“; 1477

## Číslování dochovaných zlomků
Předsókratovská filosofická tradice – a s ní i Hérakleitos – začala být důkladněji prozkoumávána v devatenáctém století, například Němcem Schleiermacherem a později E. Zellerem; na pevný základ postavil toto bádání ale až Hermann Diels, který sebral a utřídil starověké podání o předsókraticích, a (což je důležité) částečně přeložil jejich zlomky ve své knize Die Fragmente der Vorsokratiker (Zlomky předsókratiků), jejíž 5. vydání vypracoval a doplnil Walther Kranz. A právě v tomto překladu zlomků předsókratiků bylo vypracováno jejich používané číslování. Při citování zlomku některého předsókratika dle edice Diels-Kranz se používá formule DK x X x, ve které x = číslo a X = písmeno, například DK 12 B 3. „DK“ znamená Diels-Kranz, „x“ znamená filosofa (pro Hérakleita je toto číslo 22) a může být nahrazeno jeho jménem, „X“ typ zlomku a poslední číslo konkrétní zlomek. Pozdější knihy obsahující zlomky předsókratiků je často uvádějí v jiném pořadí, které je dle mínění autora vhodnější, číslování však většinou dodržují. Formule také může být pozměněna; DK lze vynechat a číslo filosofa lze (jak již bylo řečeno) nahradit jeho jménem a v knize či kapitole, která pojednává o konkrétním filosofovi, jej lze vynechat také, jelikož je zřejmé, že jde o jeho zlomky.
Edice Diels-Kranz rozděluje zlomky předsókratiků na tři typy. Prvním je A, „nepřímý“ zlomek, což jsou citáty jiných autorů pojednávajících o filosofovi. Hérakleitových „nepřímých“ zlomků A uvádí DK 55, ke kterým se přiřazuje 32 antických referátů, které neobsahuje. Kratochvíl ve své knize Délský potápěč k Hérakleitově řeči označuje jejich číslování za „naprosto nepřehledné“ (zlomky jsou číslovány A 1 až A 23; zlomek A 1 je rozdělen na 17 částí od A 1,1 do A 1,17, A 6 třeba na A 6/1 až A 6/9, každý z jiného spisu, a mezi zlomky jsou vsuvky, totiž samostatné zlomky, jako A 6a nebo A 3b/1 s A 3b/2) a negativně přijímá i fakt, že množství z nich pouze opakuje vlastními slovy některé „přímé“ zlomky. Ty jsou pak značeny písmenem B a jde o citáty přímých citací z Hérakleita. Jejich číslování je o něco málo přehlednější: jde o 145 zlomků od 1 do 139, se sedmi vsuvkami jako B 67a nebo B 126b, kde B 109 chybí (protože bylo později označeno jen za jinou verzi B 95). U nich kritizuje Kratochvíl tři věci: Za prvé nechává edice DK několikrát dva zcela zřejmě rozdílné zlomky, které antický autor uvedl za sebou, sloučené (například ve zlomku B 28 nebo B 84); za druhé je u množství zlomků zřejmé, že jde o referáty pojednávající o Hérakleitovi, které sice možná opisují smysl některých jeho zlomků, nelze v nich ale nalézt přímou citaci a jako takové by měly patřit mezi zlomky „nepřímé“, A; a za třetí, že u mnohých z nich lze mít zcela oprávněné pochybnosti o jejich pravosti (u některých je má i sám Diels) a měly by tedy patřit mezi zlomky C, „falsa a imitace“. O těch Kratochvíl říká, že tyto parafráze jsou, spolu s dalšími, které by bylo možno v antice dohledat, „mnohdy podstatnější než tradiční soubor nepřímých zlomků (A). Důvodem je jejich blízkost žánru Hérakleitovy řeči…“
Charles Kahn si ve své knize The Art and Thought of Heraclitus: Fragments with Translation and Commentary), vytvořil vlastní systém číslování přímých zlomků, ke kterému využívá římské číslice. Ve svém seznamu přímých zlomků uvádí Zdeněk Kratochvíl za DK číslem každého zlomku jeho číslo v Kahnově edici, jestliže jej tato obsahuje, a Kahnovo číslování považuje za adekvátnější.

## Starověké přídomky

### Temný
Už ve starověku dostal Hérakleitos tento přídomek, a to z toho důvodu, že význam jeho řeči lze jen obtížně pochopit. Přestože Díogenés Laertios sám zastával názor, že se Hérakleitos ve svém spise „občas vyjadřuje jasně a srozumitelně, takže i největší omezenec jej může snadno pochopit a povznést svou duši; stručnost a pádnost výkladu je totiž neporovnatelná“, cituje verše básníka Tímóna z Fliunta, který o filosofovi říká, že „v hádankách mluví“, a níže také uvádí, že Theofrastos je přesvědčen, že „některé části jeho díla jsou jen zpola dokončené a na různých místech jsou napsány pokaždé jinak.“ Aristotelés a Démétrios Rhétor pak uvádějí Hérakleitův spis jako příklad temného, těžko pochopitelného a nezřetelného vyjadřování, a oba to přisuzují nedostatku a narušení větných vazeb (i když jak Kessidi, tak Kratochvíl nevidí tento nedostatek jako příliš závažný problém). Aristotelés udává jako příklad jeho zlomek „Vůči řeči platné vždy nechápaví jsou lidé.“; tvrdí, že je „nejasno, k čemu se vztahuje slůvko vždy a jak (je třeba větu) členit.“ Díogenés pak uvádí, že Sókrates o Hérakleitově knize řekl toto: „Čemu jsem rozuměl, je urozené, proto myslím, že takové je i to, čemu jsem nerozuměl. Jenom to potřebuje nějakého délského potápěče.“ To příhodně vysvětluje Suidás, když píše, že potápěče je potřeba, aby se v tom člověk neutopil, a že „Délský potápěč“ slouží jako označení těch, kdo jsou obratní v potápění.
Pro tyto a asi i jiné, nedochované zmínky, a pro pravděpodobně očividnou nejasnost svého spisu, který si mohl každý přečíst, byl již v Ciceronově době, 1. století př. n. l. znám pod přídomkem „temný“ (řecky „ὁ Σκοτεινός — ho Skoteinós“). Úvahy o tom, proč napsal svůj spis stylisticky a gramaticky nejasně, přinesly Hérakleitovy další přídomek; „plačící filosof“.

### Plačící filosof
Jak již bylo řečeno, byl to Theofrastos, o kom Díogenés tvrdil, že považoval některé části jeho díla za nedokončené, jiné rozporuplné. Díogenés říká, že Theofrastos přisuzoval tuto skutečnost Hérakleitově „trudnomyslnosti“, a podle Zdeňka Kratochvíla tím nemyslel ledajakou „nevinnou melancholii“, nýbrž skutečnou „trudnomyslnou pomatenost“. Podle některých Hérakleitos napsal svůj „temný“ spis pod vlivem trudnomyslné nenávisti a rozhořčení vůči lidem, která mu zatemnila mysl, a tak i to, co psal. Díogenés nám také sděluje, že „Někteří tvrdí, že jí (svou knihu) napsal úmyslně nejasně, aby ji mohli číst (jenom) povolaní.“, což by svědčilo o jeho zlém záměru vůči lidem, a tedy jeho trudnomyslnosti. Je pravda, že pravděpodobně nenapsal svůj spis pro lidi, které po tolika stránkách kritizoval a od kterých se distancoval (viz sekci „Učení; Kritika lidí“).
Nicméně, domněnky jako ta Theofrastova způsobili jeho pozdější označení, „plačící filosof“, jak byl nazýván v protikladu k Démokritovi, který je znám jako „smějící se filosof“. Pokud má pravdu Stobaios, už Sótion na počátku 1. století n. l. postavil proti sobě dvojici plačícího a smějícího se filosofa: „Mezi moudrými muži Hérakleitos místo hněvu plakal, Démokritos se smál.“ Něco podobného vyjádřil i římský satirik Juvenalis, také z 1. století: „První modlitba, nejznámější ve všech chrámech, je hlavně pro bohaté… Když to vidíš, nepochválíš mudrce Démokrita za smích… a učitele jiných škol Hérakleita za jeho slzy?“ Motiv převzal i Lúkianos ze Samosaty (2. století) v satirické hře „Dražba životů“ (Vitarum auctio), kde se dvojice prodává společně jako doplněk na aukci filosofů. Hérakleitos zde pláče nad lidskou pomíjivostí a hlavně nad strašným „světovým požárem“, který lidstvo čeká. Montaigne podle toho navrhl dva archetypy reakce – pláč a smích – na rozhořčující lidské záležitosti a pro sebe si vybral Démokrita. Plačící filosof vystupuje i v Shakespeareově Kupci benátském a Donato Bramante namaloval fresku zvanou Démokritos a Hérakleitos v Casa Panigarola v Miláně (viz obrázek vlevo nahoře).
Je však možné, že Hérakleitos buď napsal svůj spis temný neúmyslně, – Hegel uvádí, že si za svou temnost může zmatečnou, zanedbalou řečí a jazykem; mohl stylistickou a gramatickou jasnost jednoduše opomenout – nebo že jej takový napsal úmyslně z jiných důvodů. Július Špaňár zmiňuje Hérakleitův zlomek „Vládce, jehož věštírna je v Delfách, ani nemluví, ani neskrývá, nýbrž dává znamení.“ s tím, že se vnucuje myšlenka, že Hérakleitos napsal svojí knihu nejasně – v náznacích, znameních – aby lidé sami odhalili její správný smysl a došli tak hlubšímu pochopení, tak, jako si sám všímá, že se vyjadřuje delfská věštkyně. Sám ale považuje za pravděpodobnější myšlenku, že styl je temný prostě proto, že se Hérakleitos snaží dosáhnout osobitého, básnického stylu, který lze nalézt už třeba ve výrocích sedmi mudrců. Zastává také názor, že tento styl činí z Hérakleita jednoho z nejosobitějších „a v jistém smyslu nejmodernějších“ autorů archaického období.

## Učení
Přesto (a možná právě proto), že mají mnoho odlišných výkladů a rekonstrukcí, Hérakleitovy zlomky přitahují velkou pozornost, hlavně kvůli originálním, nesoudobým, zajímavým náhledům na fungování vesmíru i lidskou společnost.

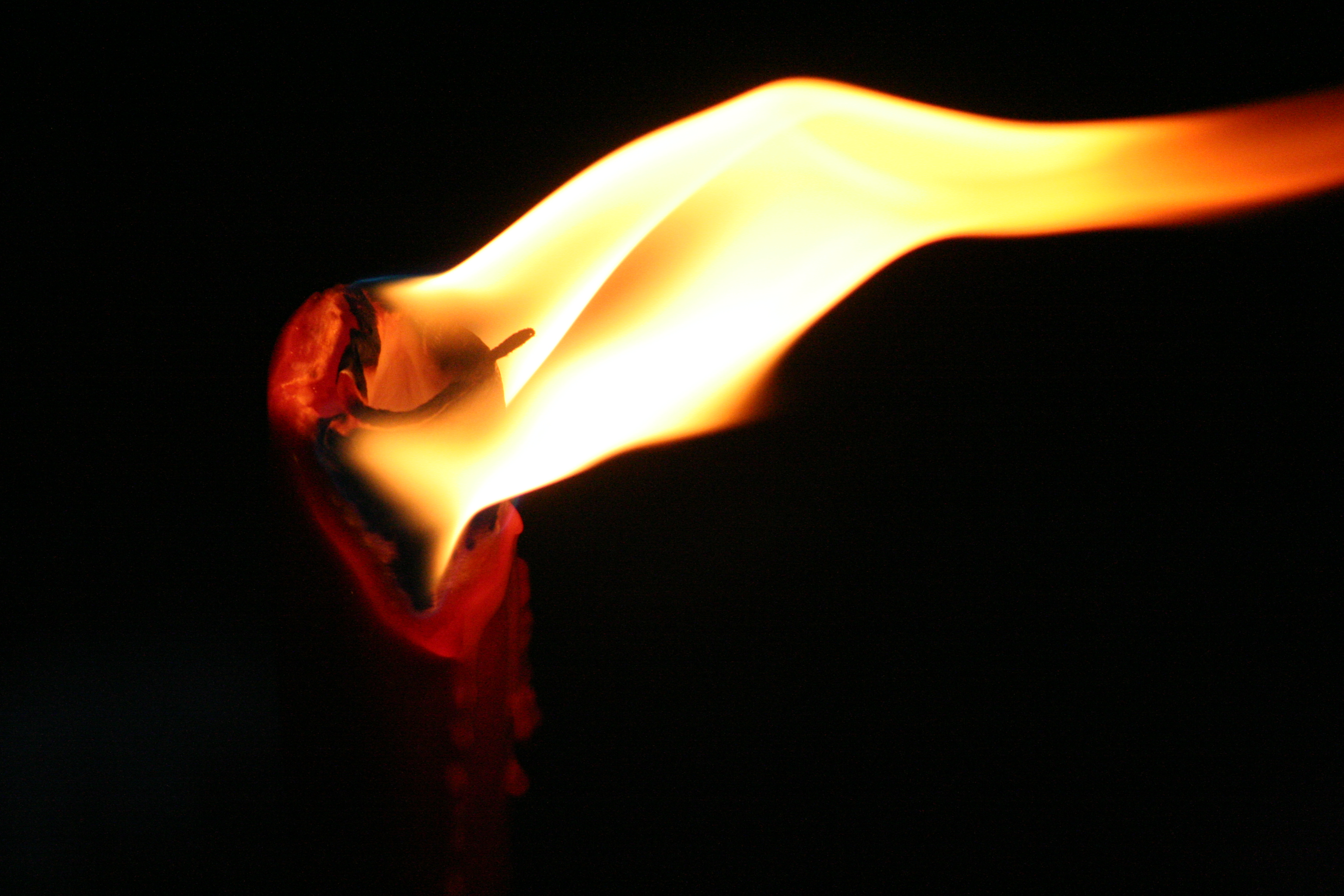
„Ale vždy byl, je a bude: stále živý oheň, který se zažehává podle míry, a dle ní uhasíná.“

### Všechno plyne
Platón nám sděluje, že Hérakleitos říká, že „všechno se pohybuje a nic netrvá“. Pro toto tvrzení lze nalézt doklad v snad nejznámějším Hérakleitově zlomku „Nevstoupíš dvakrát do téže řeky.“, nebo, přestože to není tak zřejmé, ve zlomku, který ve zkratce říká, že „Slunce je vždy nové.“. Dle výkladu v knize Zdeňka Kratochvíla Délský potápěč k Hérakleitově řeči totiž tento druhý zlomek znamená to, že jelikož se vše neustále mění, nelze se podruhé podívat na totéž Slunce; to je nové každým okamžikem, vždy.

### Pralátka: Oheň
K vysvětlení původu a podstaty světa využívá Hérakleitos oheň. Nechápe jej ale stejně jako filosofové milétské školy své „pralátky“; Thalés vodu, Anaximandros apeiron, čili „neurčito, bezmezno“ a Anaximenés vzduch, jak se domníval například Simplikios, když o Hérakleitovi a Hippasovi řekl, že zastávají názor, že se „všechno jsoucí tvoří z ohně jeho zhušťováním a zředováním“, nebo Galénos, který zase tvrdil, že to, že je oheň pralátka, dokazoval (například) Hérakleitos tvrzením, že jeho větším a větším stlačováním vzniká prve vzduch, pak voda a nakonec země. Hérakleitos ohni pouze připisuje jisté významné vlastnosti (je „aktivní“, „věčný“, „sám se živí“ a „stoupá“), že se, podle toho, co říká Kratochvíl, jeho „pohasínáním“ vydělují protiklady (o kterých ještě bude řeč) a jeho „vzplanutím“ se zase sjednocují a že se koloběh látek ve světě děje skrze „obraty ohně“.
Kratochvíl proti tvrzení, že Hérakleitos chápal oheň jako pralátku, argumentuje jeho zlomkem „Všechno se směňuje za oheň a oheň za všechno, tak jako zboží za zlato a zlato za zboží.“; copak se domek, který stojí milion korun, skládá z milionu mincí? Dále také nechápe zlomek „Svět, stejný pro všechny, neutvořil žádný z bohů ani z lidí – ale byl vždy a je a bude – vždyživý oheň vzněcující se s ohledem na (svoje) míry a hasnoucí s ohledem na (svoje) míry.“ jako prohlašující, že svět pochází z ohně (jak si jej podle Kratochvíla vyložil Aristotelés a další), nebo že jím je, ale jako pokládající „symetricky“ vedle sebe svět a oheň a říkající něco o obou. Je také zahodno zmínit Aristotelovo tvrzení, že Hérakleitos tvrdí, „že se vše jednou stane ohněm…“

### Protiklady
Hérakleitos považuje protiklady – které si u něj podle Zdeňka Kratochvíla nemáme vykládat jako například největší horkost X největší chlad, či „představa“ horkosti X „představa“ chladu, ale prostě jako jakýkoliv rozdíl, diferenci na škále teploty – za velmi důležité a je přesvědčen, že vlastně „jsou“ harmonie, jak říká ve zlomku „Protikladné se shoduje – z neshodných věcí je nejkrásnější harmonie, a všechno vzniká sporem.“ Dále například vyjadřuje názor, že ta strana některých protikladů, kterou nazýváme „zlou“, umožňuje tu „dobrou“: „Nemoc činí zdraví příjemným a dobrým, hlad nasycení, únava odpočinek.“ Zajímavý je i zlomek „Bůh – den noc, zima léto, zápas mír, sytost hlad.“, který se vztahuje k jeho učení o „logos“ či „Bohu“, rozumu řídícímu svět. Protiklady jsou zároveň v možné souvislosti s věčným „zápasem“, který podle Hérakleita pohání svět.

### Zápas
Hérakleitos pravděpodobně zastával názor, že „zápas“ je hnací silou světa, která ho nutí „být“; opakem zápasu je pak „odpočinek“, který udržuje „zápas“ v míře – aby se totiž celý svět „zápasem“ nezbortil. Lépe to vysvětlují jeho zlomky: „Je-li třeba, je zápas oním společným, a právo je sporem, a všechno vzniká sporem, i podle onoho potřebného.“, „Zápas je všech otec, všech král, a jedny předvádí jako bohy, druhé jako lidi; jedny činí otroky, druhé svobodnými.“ a „Naše žití je smrt jiných a žití jiných je naše smrt.“

### Logos
Mnoho Hérakleitových zlomků odkazuje na „rozum, který řídí svět“. Nazývá jej „logos“ (řecky „slovo“, „rozum“, „důvod“, „smysluplná řeč“, opak „blábolu“), „Bůh“ nebo „to jedno moudré“. Domněnka, že by text zlomků byl ovlivněn křesťanstvím, není pravděpodobná, protože zlomky citují i předkřesťanští autoři. Hérakleitův logos má povahu jakési pravidelnosti a zákonitosti světa, tak jako jeho „protiklady“ a „zápas“, případně souvislost s ohněm – to všechno jsou aspekty a podoby logu. O božstvech řeckého polyteistického panteonu běžně mluví například ve zlomku B 53 „…jedny předvádí jako bohy, druhé jako lidi…“ nebo ve výše citovaném zlomku A 9, kde mluví o božstvech domácího ohniště. Jeho logos „nechce i chce být zván jménem Dia“ (zl. B 32) a Hérakleitos zdůrazňuje, že je jen jeden, nejde však o monoteismus v judaistickém, křesťanském nebo muslimském pojetí, protože logos je zde součástí světa a nikoliv jeho stvořitelem. Je to nejvyšší a rozumná síla, jíž se svět řídí (Hérakleitos používá řecké sloveso „kybernésai,“ tedy „kormidluje“ – udává směr něčemu, co už je v pohybu), lidský rozum má ovšem k tomuto „řídícímu vědomí“ přístup (není jisté, jaký měl názor na přístup bohů a zvířat). Slovo theos ovšem užívá jak pro logos, tak pro polyteistické bohy, takže je to označení dost matoucí a možná špatně chápané. Ne nadarmo se nazývá Temný – jeho zlomky lze často pochopit různými způsoby a vůbec si nemůžeme být jisti, zda je chápeme dobře.
Některé zlomky o povaze „toho jednoho moudrého“ jsme již citovali: „Bůh – den a noc, zima a léto, zápas a mír, sytost a hlad.“ (Bůh či „logos“ zahrnuje obě stránky protikladů), „To jedno moudré – vědět, že důmysl, byť jakýkoliv, řídí všechno skrze vše.“ nebo „To jedno moudré – samotné nechce i chce být zváno Diovým jménem.“ (otázka ztotožnění s Diem jako nejvyšším olympským bohem tedy zůstává nerozhodnuta, neobvyklý tvar „Zénos“ může podle Kratochvíla navozovat souvislost se slovesem „zén“ – žít). Další zlomky srovnávají „Boha“ s lidmi: „Nejmoudřejší z lidí se vůči bohu jeví jako opice, i moudrostí i krásou i vším ostatním.“, „Bohu je všechno krásné a dobré a řádné; lidem ale připadá něco neřádné, něco řádné.“ nebo „Přes společný, jsoucí logos mnozí žijí, jako když mají své vlastní vědomí.“.

### Kritické názory
Jako aristokrat se Hérakleitos několikrát opovržlivě vyjadřuje o jednání „většiny“ nebo „mnoha“ lidí. Kritizuje však také významné předchůdce, zejména Homéra, Hésioda a Pythagoru: „Pythagoras, syn Mnésarchův, pěstoval zkoumání nejvíce ze všech lidí, a vybrav si tato sepsání, vytvořil si svoji moudrost – mnohoučenost, umění šalby!“ Zvlášť ostré odsouzení míří na jeho krajany: „Efesané si zaslouží, aby všichni dospělí byli usmrceni a zanechali město nedospělým,“ protože vyhnali toho nejprospěšnějšího, Hermidóra.

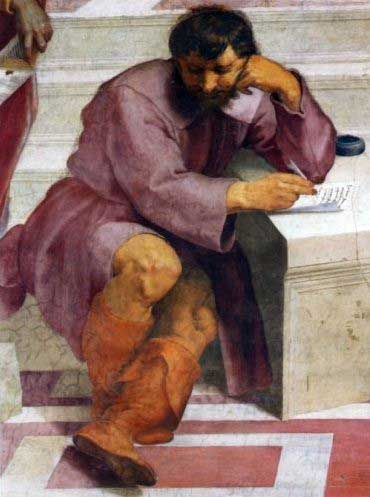
Raffael Santi, Hérakleitos (detail fresky „Athénská škola“ (1510 – 1511), Vatikán)

U lidí vůbec, u „množství“ kritizuje povrchnost („Ti nejlepší si místo všeho vybírají jedno, nehynoucí slávu místo pomíjivosti; mnozí však se sytí jako dobytek.“), nechápání či odmítání jeho učení („Když nechápající poslouchají, podobají se hluchým; vlastní řeč jim dosvědčuje: jsouce zde, jsou nepřítomni.“, „Ti, kdo neumějí naslouchat, neumějí ani mluvit.“ a „Lidská mínění jsou dětské hračky.“). Nevidí všem společný logos a uzavírají se do vlastního světa (již citovaný B 2. „Přes společný, jsoucí logos mnozí žijí, jako když mají své vlastní vědomí“) a žijí jako by spali: „Pro bdící je svět jeden a společný, ale každý ze spících se obrací k vlastnímu.“ – „…Ostatním lidem však zůstává skryto, co činí, když bdí, tak jako zapomínají, co dělají, když spí.“.
Jen ti nejlepší (aristoi), kteří rozmýšlejí a uvažují a blíží se tak k logu, jsou z tohoto obecného soudu vyňati: „Ti nejlepší si místo všeho vybírají jedno, nehynoucí slávu místo pomíjivosti; mnozí však se sytí jako dobytek.“ – „Uvažovat – největší zdatnost a moudrost.“ – „Neučenost je lepší skrývat.“ – „Všem lidem patří poznávání sebe sama a uvažování“ (ve skutečnosti to však dokáží jen „ti nejlepší“).. „Je třeba, aby filosofičtí mužové byli velmi dobře znalí velmi mnoha věcí.“ V tomto zlomku se patrně poprvé vyskytuje slovo „filosof“, s nímž pak pracuje Sókratés a Platón. Mohlo by tedy jít o úpravu těch, kdo zlomek zapsali: Stobaios a Plútarchos.

### Některé další zlomky
- „Očišťují se marně krví jsouce poskvrněni.“[110] – Kritizuje představu, že by se člověk mohl očistit krví obětních zvířat.
- „Muž, který se opije, je veden nedospělým dítětem (dítětem uvnitř).“[111]
- „(Kdyby štěstí spočívalo v příjemnostech těla,) pokládali bychom voly za šťastné, když najdou k žrádlu vikev.“[112]
- „Psi štěkají právě na toho, koho neznají.“[59]
- „Nejkratší cesta k věhlasu je stát se dobrým.“[113]
- „Slunce – denně nové.“[86]

## Vliv
Hérakleitos měl veliký vliv na pozdější filosofii. S úctou jej cituje Platón, Aristotelés, Kléméns Alexandrijský a další. Mezi nejznámějšími z jeho „ctitelů“ v moderní filosofii patří Georg Wilhelm Friedrich Hegel (rozvinul a rozpracoval Hérakleitovu představu vývoje a změn a na jednom jeho zlomku postavil slavnou metaforu „pána a raba“) a Friedrich Nietzsche (věnoval se předsokratikům ve spise „Filosofie v tragickém období Řeků“). Dále jím byl silně ovlivněn Martin Heidegger, který věnoval interpretaci jeho zlomků spis a přednášel o něm. V současnosti je Hérakleitos téměř módním autorem, protože se jeho zlomky dají interpretovat velmi rozdílným způsobem.

### Platón
Významným tématem Hérakleitova myšlení je harmonie mezi dvěma základními změnami, totiž přibýváním a ubýváním. Často používá běžné slovo „stát se“, „stávat se“ (gignesthai nebo ginesthai), takže ho moderní vykladači charakterizují jako filosofa „stávání se“ spíše než „bytí“. Zastával názor, že všechno se mění v běhu času.
Platón argumentuje proti Hérakleitovi takto:

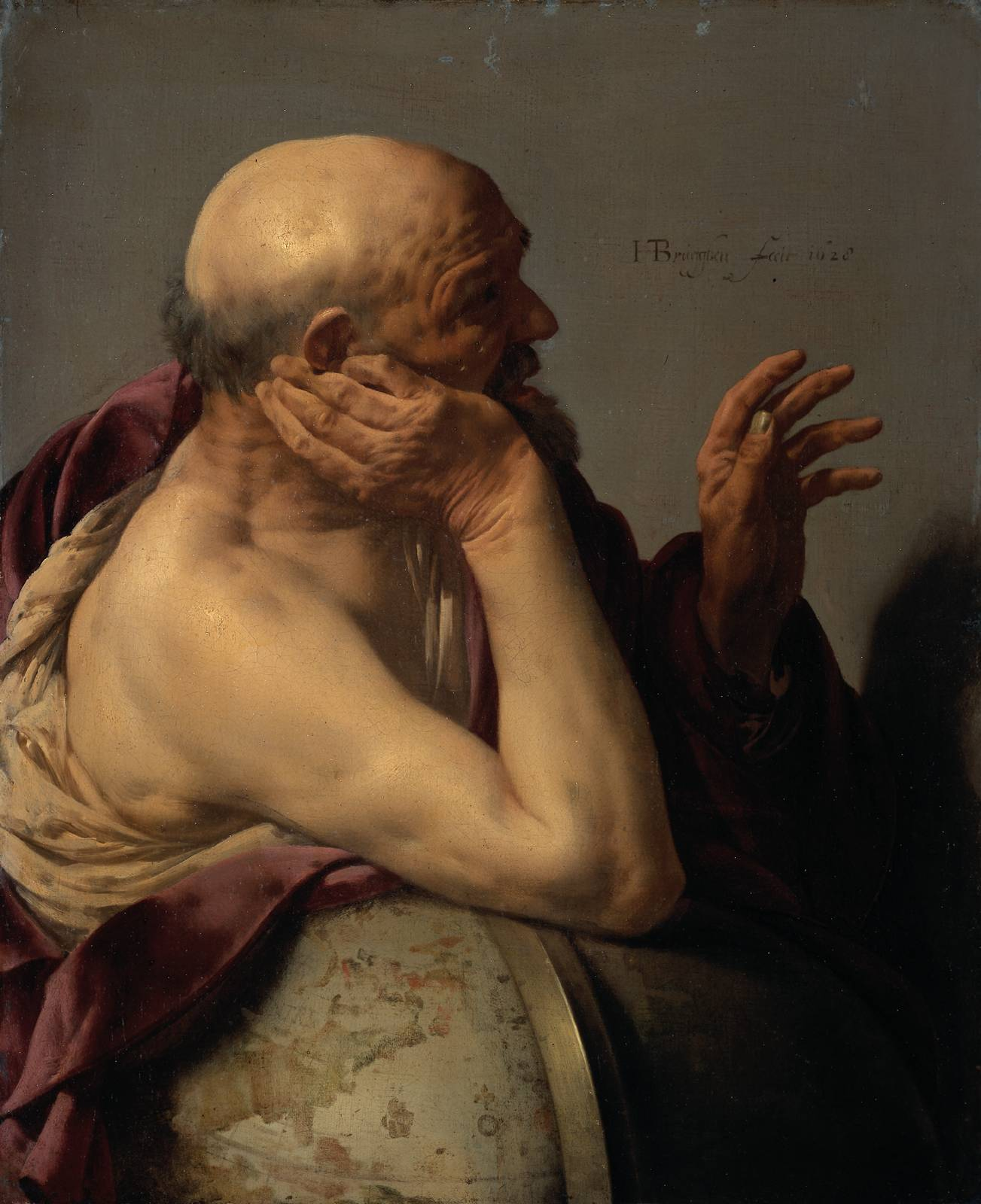
Hendrick ter Brugghen: Hérakleitos(1628)

| „ | Jak by tedy mohlo být něčím to, co nikdy není v témže stavu? …jistě by nemohlo být od nikoho poznáno. Neboť jak by k němu přicházel, kdo by je chtěl poznat, současně by se stávalo jiným a různým, takže by se již nemohlo poznat, jaké asi je nebo v jakém je stavu. … Jestliže se samo poznání nemění tak, že by přestalo být poznáním, trvá poznání stále a jest poznání. … Jestliže však jest stále to, co poznává, a jest předmět poznání a jest krásno a jest dobro a jest každé jednotlivé ze jsoucen, nezdá se mi, že by se tyto věci nějak podobaly toku nebo pohybu. | “ |
| — | |   |

### Stoikové
Stoicismus byl filosofická škola, která vzkvétala od 3. století př. n. l. do 3. století n. l. Vznikl v Řecku a silně ovlivnil myšlení politických i intelektuálních elit Římské říše až do nástupu křesťanství ve 3. století. Po celou tuto dlouhou dobu byli stoici přesvědčeni, že hlavní zásady jejich filosofie pocházejí od Hérakleita. Podle A. A. Longa „význam Hérakleita pro pozdější stoiky je nejjasněji patrný u Marca Aurelia.“ Jednoznačnou spojitost mezi prvními stoiky a Hérakleitem nelze prokázat, lze ji však najít ve stoických zlomcích. Long mluví o „modifikacích Hérakleita“.
Stoiky zajímalo, jak Hérakleitos pojednává o ohni. Nejenže ho viděl jako základní ze čtyř živlů, ten, který se dá vyčíslit a určuje množství či poměr (logos) ostatních tří; představoval si oheň jako kosmos, který nebyl stvořen žádným z bohů či lidí, ale „…vždy byl, je a bude: stále živý oheň, který se zažehává podle míry, a dle ní uhasíná.“ Je to „Blesk, který řídí průběh všech věcí.“
Nejstarší zachovaný stoický spis, Kleanthův „Chvalozpěv na Dia“ sice neodkazuje na Hérakleita přímo, ale přejímá něco, co se zdá být upravený Herakleitovský logos. Zeus vládne vesmíru svým zákonem (nomos), drží v ruce „rozeklaného sluhu“, „oheň“ ze „vždy živého blesku“. Zatím nebylo řečeno nic o tom, že by se lišil od Homérova Dia. Ale pak Kleanthés říká, že Zeus používá oheň, aby „napřímil společný logos“, a mísí ho s většími či menšími světly (nebeská tělesa). To je Hérakleitův logos, je však zaměněn za „společný zákon“, který používá Zeus, aby „špatné (perissa, vlevo nebo liché) učinil dobrým (artia, vpravo nebo sudé)“ a „uspořádal (kosmein) neuspořádané (akosma)“.

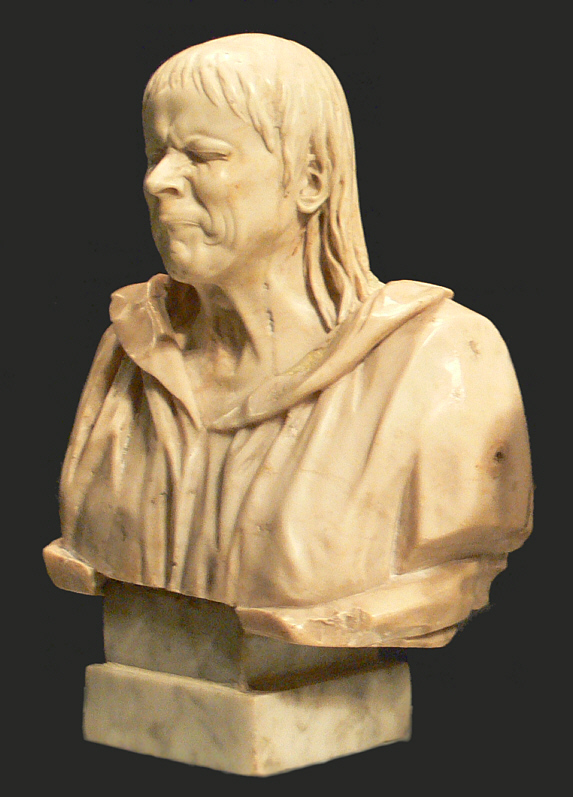
Busta Hérakleita od F. X. Messerschmidta

Stoický přeměna Hérakleitova „logu“ ovlivnila i Filóna z Alexandrie, který spojil „zosobněnou moudrost“ s tvůrčím principem jednoho Boha. Filón používá termín „logos“ v celém svém pojednání o hebrejské Bibli, patrně ovlivněn stoickou filosofií.

### Církevní Otcové
Řada Hérakleitových zlomků se zachovala ve spisech církevních otců, křesťanských myslitelů prvních pěti staletí našeho letopočtu, přibližných současníků stoicismu v rámci římské říše. Slovo logos má v běžné řečtině mnoho významů a v tom nejběžnějším znamená „slovo“ či „řeč“. Pojem logu jako Božího Slova hraje významnou úlohu v Bibli i v křesťanské dogmatice, ale užíval se také v novoplatónismu nebo v gnózi. Ve řeckém překladu Starého zákona znamená logos Boží Slovo, jímž Hospodin stvořil svět, i jeho zjevení Israeli. V křesťanství pak představuje jeho vtělení v Ježíši Kristu (J 1, 1 (Kral, ČEP)), druhou božskou osobu, nikoliv poznatelný rozumový princip světa samého. Řada církevních otců proto chtěla odlišit křesťanský „logos“ – slovo – od jiných významů.
Tak Hippolyt Římský zmiňuje Hérakleita s dalšími předsókratiky (a Akademiky) jako zdroje gnostického kacířství. Ve „Vyvrácení všeho kacířství“ Hippolyt píše: „Jaká je to rouhavá pošetilost, když se Noetus věnoval principům Hérakleita Temného, nikoliv Kristovým.“ Hippolyt pak cituje záhadný zlomek B 67: „Bůh – den a noc, zima a léto, zápas a mír, sytost a hlad.“ Zdá se, že tento zlomek – chápaný doslova – podporuje panteismus. Hippolyt odsuzuje nejasnost zlomku, nemůže však Hérakleita obvinit z kacířství, a tak říká: „Nebyl (Hérakleitos) Temný předchůdcem Noetova systému…?“ Zdánlivě panteistické Hérakleitovo božstvo (pokud je zlomek B 67. pochopen správně) se musí rovnat jednotě protikladů, a proto musí být tělesné i netělesné, božské i nebožské, mrtvé i živé, atd. Odtud se lze dostat k Boží Trojici jen posunutím smyslu.